# Монтиньяк (Дордонь)
Монтиньяк (фр. Montignac) — коммуна на юго-западе Франции в департаменте Дордонь административного региона Аквитания. Коммуна является административным центром кантона Валле-де-л’Ом.

## География
Коммуна Монтиньяк расположена на востоке департамента Дордонь и на севере туристической области Чёрный Перигор. По территории коммуны протекает река Везер, в которую впадает её приток Лоранс.
Минимальная высота местности приходится на юго-запад коммуны у берегов Везера, а максимальная приходится на северо-запад, в районе les Quatre Bornes.

## История

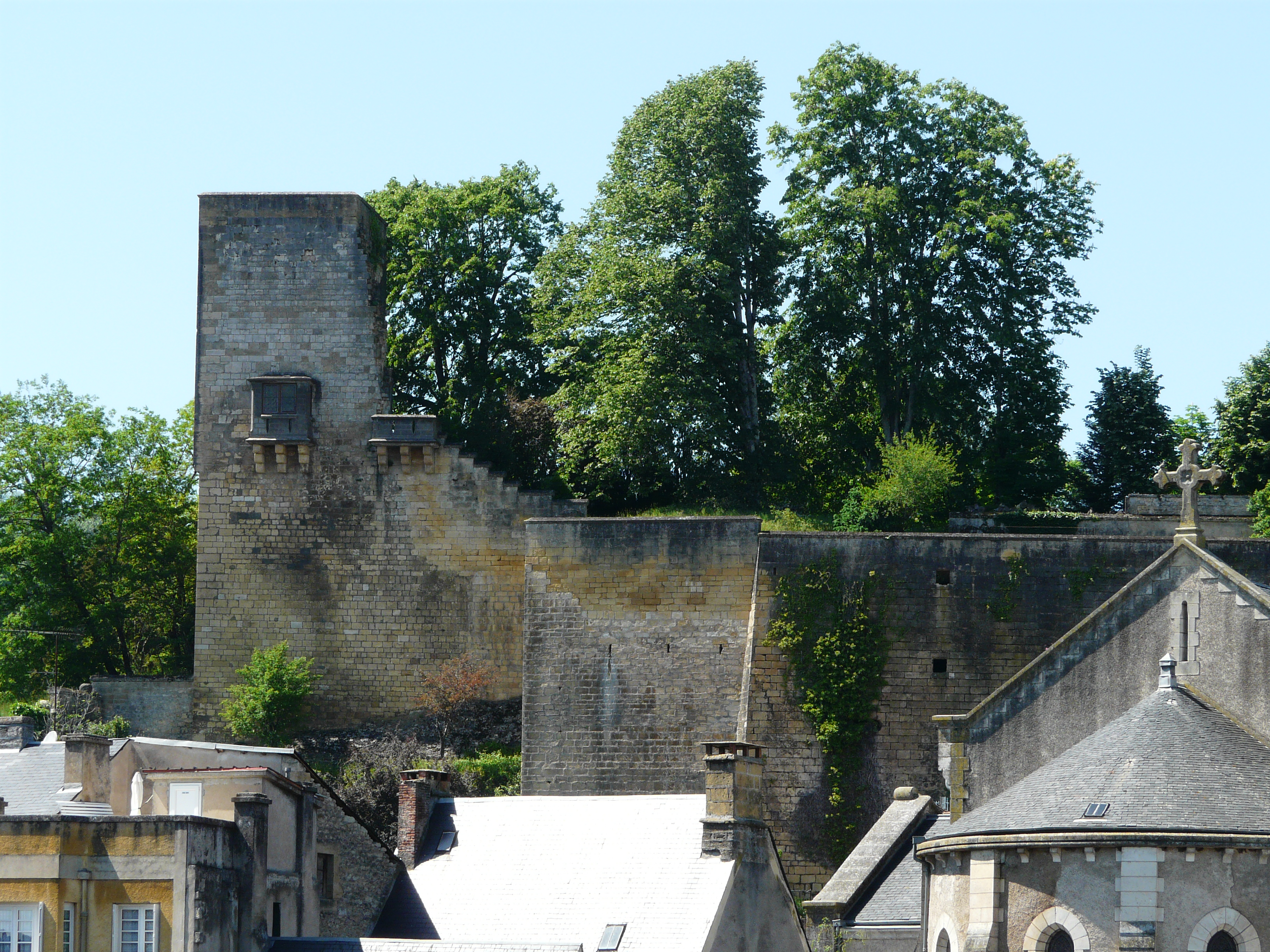
Башня замка Монтиньяк

Обнаруженные в Монтиньяке следы присутствия человека датируются эпохой Палеолита. На территории коммуны расположена палеолитическая пещера Ласко, а также пещерное жилище Регурду (неандерталец). Поселение упоминалось в период римской колонизации Галлии. Известно о существовании в этом месте двух вилл: вилла Оливу (фр. villa des Olivoux) (район Chambon на севере Монтиньяка) и вилла Бренак (фр. villa de Brenac).
В Средние века в этом месте находилась важная крепость, которая переходила из рук в руки в результате женитьбы, продажи, наследования, оказавшись наконец во владении семьи Альбре. В 1603 году король Франции Генрих IV продал замок Франсуа де Отфору, сеньору Тенона.
Городской замок был разрушен в 1825 году. В настоящее время от замка осталась одна башня и часть его укреплений. Изначально город был построен у брода, который позволял пересечь реку Везер, а в 1766—1767 годах через неё построили мост, который существует и поныне.
Свидетельства интересной истории города остались на обоих берегах реки. На правом берегу находятся несколько узких средневековых улочек, где можно найти архитектурные объекты XIV—XVI веков: дома на сваях, фахверковые дома, прачечные, фонтаны. На левом берегу было городское предместье (фобур), где находился монастырь, приорство и набережные, что свидетельствует о религиозном и торговом прошлом (торговый порт) города в дореволюционной Франции.
В период с 1790 по 1795 год Монтиньяк являлся центром дистрикта.

## Достопримечательности
- Шато Кулонж (фр. Château de Coulonges), XIV—XVI век, объект в 1948 году внесён в дополнительный список исторических памятников[1]
- Замок Монтиньяк, древняя вотчина графов Перигорских[2].
- Пещера Ласко, включённая в список Всемирного наследия ЮНЕСКО в числе других доисторических стоянок и пещер с наскальной живописью в долине реки Везер и классифицированная как национальный исторический памятник[3]. Во второй половине XX века пещера была закрыта для посещения, но в 1983 году для туристов открыли её точную искусственную копию, так называемую, пещеру «Ласко 2».
- Стоянка первобытного человека Регурду, классифицированная в 1959 году как исторический памятник.
- Доисторическая стоянка в Ла-Балюти.
- Церковь в Монтиньяке, чья колокольня внесена в дополнительный список исторических памятников.
- Непосредственно западнее церкви находится «porte du Plô», останки портала древней церкви Пло.
- Особняк Hôtel de Bouilhac, построенный в XVII веке.
- Старая больница Сен-Жан и часовня прежнего приорства (также называется «церковь Сен-Жорж»).
- На правом берегу Везера, на набережной quai Merilhou расположены старинные дома, пять из которых внесены в дополнительный список исторических памятников.
- Дом Дюшена (фр. maison Duchêne), построенный в XIX веке.
- Мост в Монтиньяке, сооружённый в 1776—1777 годах, с примечательными ледорезами
- Памятник Жозефу Жуберу

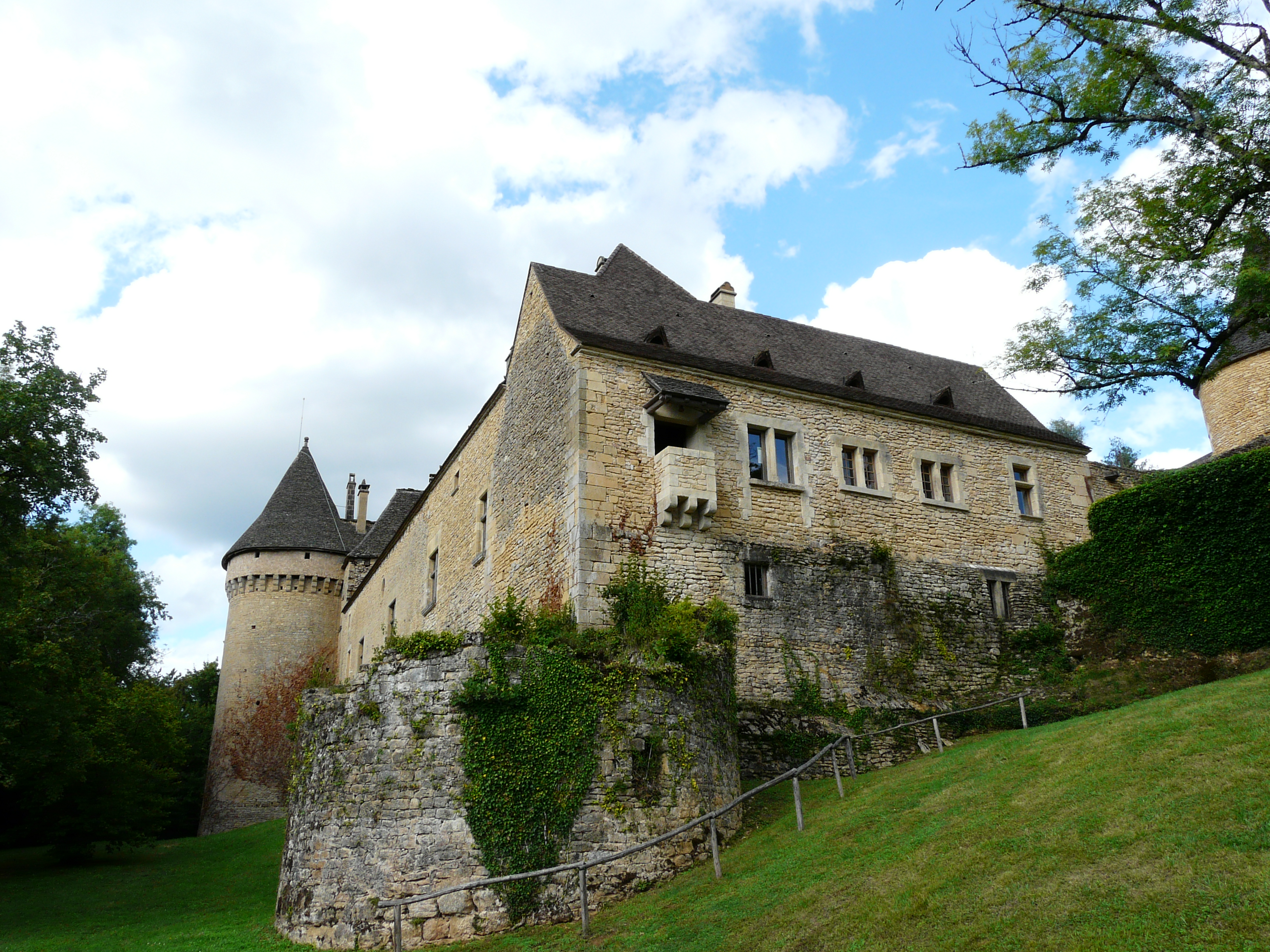
Шато Кулонж
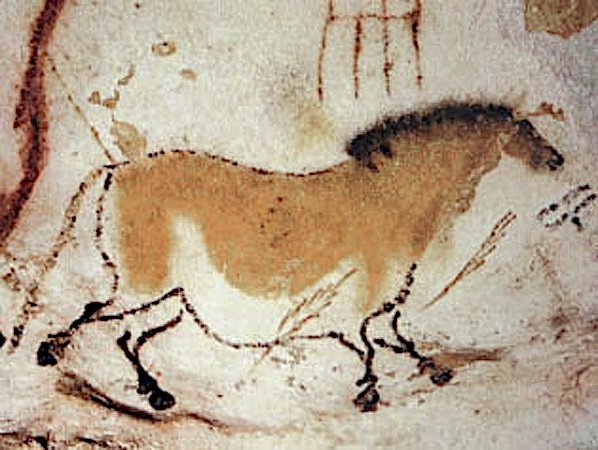
Наскальные изображения в пещере Ласко
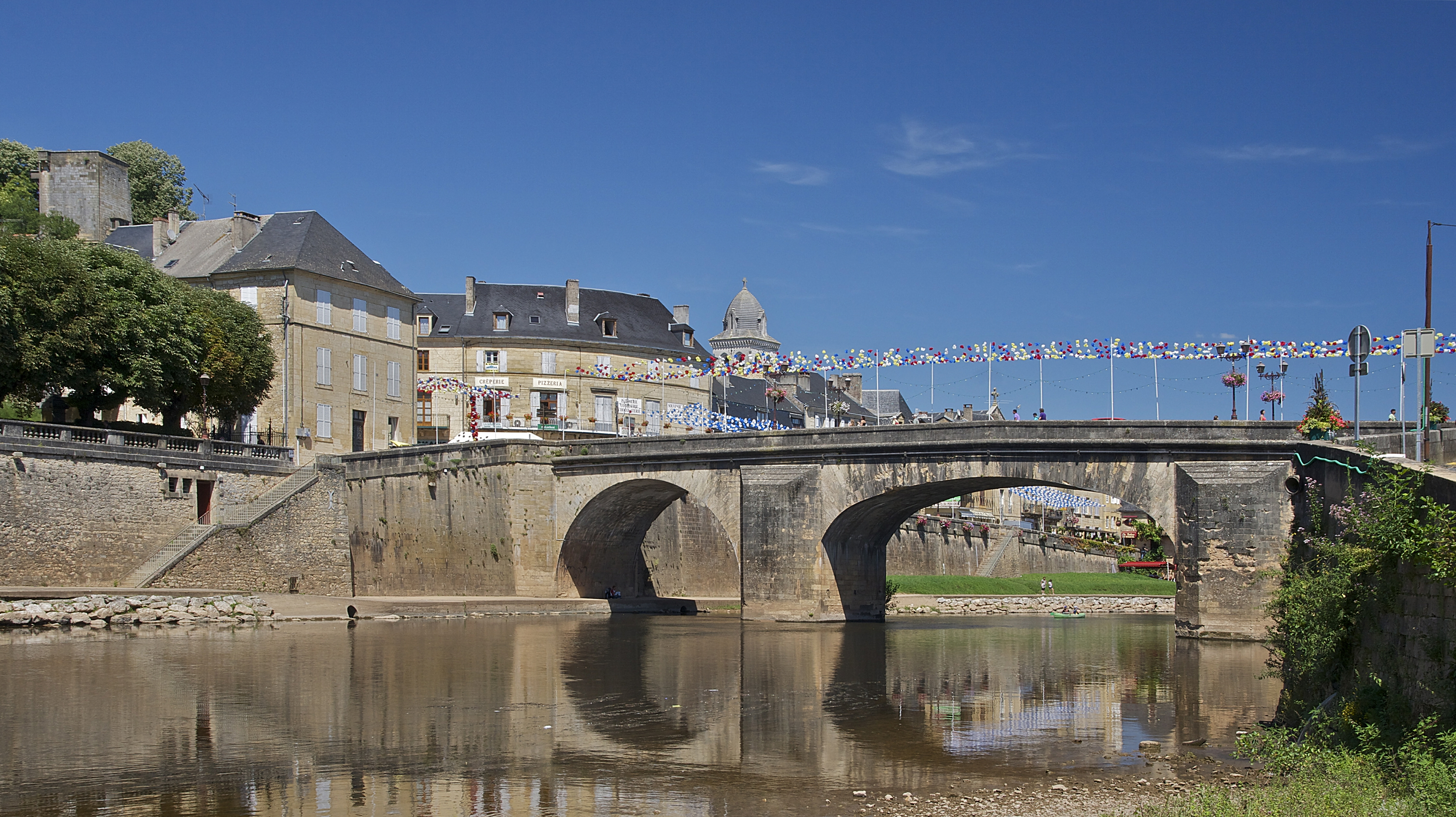
Мост через реку Везер
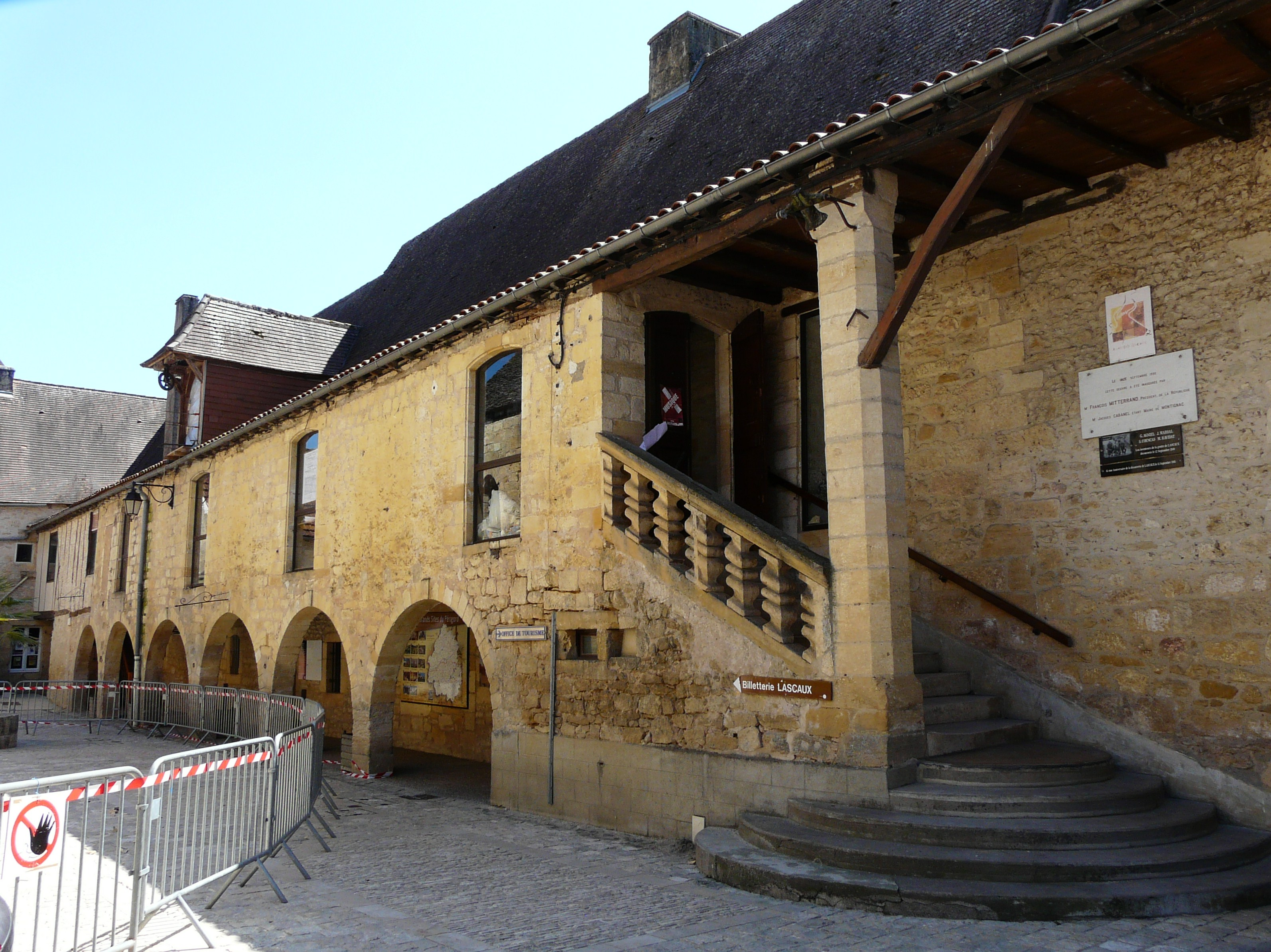
Прежняя больница Сен-Жан

## Культурные мероприятия
В начале 1980-х годов «Светское землячество Монтиньякцев» впервые организовало «Фестиваль танцев и музыки мира»; в 2012 году он прошёл в 32 раз под девизом «Культура души». В течение одной недели в конце июля фестиваль собирает танцоров из разных стран и регионов.